# Снежана Јанковић
Снежана Јанковић (21. децембар 1970, Смедерево) је српски филолог и дипломата. Тренутна је амбасадорка Србије у Берлину (Савезна Република Немачка).
Године 1993. је дипломирала јапански језик и књижевност на Филолошком факултету у Београду са просечном оценом 10. Добила је и награду „Сакура” која се додељује студенту генерације на том смеру. Седам година касније је и магистрирала на истом факултету, а 2011. је докторирала на Универзитету Сеншу у Јапану. Током магистарских студија је 1996. године била корисник стипендије Сасакава фондације. Године 2005. је положиила саветнички испит.
Удата је и има троје деце. Течно говори јапански, енглески и немачки језик.

## Ауторски рад и награде
Написала је неколико стручних радова објављених у Србији и Јапану. Била је коаутор две књиге и урадила је неколико превода књига са јапанског на српски језик. Награђена је првом наградом на Такмичењу страних дипломата из беседништва на јапанском језику у Токију, коју додељује министар спољних послова Јапана.

## Каријера у министарству
Од 1993. до 1997. је била асистент на Катедри за јапански језик и књижевност Филолошког факултета у Београду. Радни однос у Министарству иностраних послова СРЈ је засновала 1997. и од тада је до 2001. била на положају трећег секретара за штампу, информације, културу и конзуларне послове у југословенској амбасади у Токију, Јапан. Од 2001. до 2005. је у министарству на положајима другог и првог секретара. Од 2005. до распада СЦГ ради у министарству на месту шефа Одсека за Далеки исток Дирекције за Азију, Аустралију и Пацифик, у рангу саветника. Од 2006. до 2011. је поново у српској амбасади у Токију на месту првог саветника за политичке послове и заменика амбасадора, у рангу саветника. У том периоду је од марта до октобра 2008. била отправник послова наше амбасаде у Јапану. Од 2011. је поново у министарству где је на годину дана била шеф Одсека за сарадњу са државним органима Кабинета државног секретара Министарства спољних послова, у рангу министра-саветника. Потом је од 2012. до 2013. у истом рангу била заменик шефа Кабинета министра спољних послова. Од новембра 2013. до априла 2014. је државни секретар министарства, у рангу амбасадора. Од априла 2014. до 2019. је на месту амбасадора Србије у Швајцарској (Берн) са ког је нерезиденцијално покривала и Лихтенштајн.
У августу 2019. године је постављена за амбасадора у Немачкој.